# ستان بيرسون (لاعب كرة قدم)
ستان بيرسون (بالإنجليزية: Stan Pearson)‏ (11 يناير 1919 في المملكة المتحدة - 20 فبراير 1997 في المملكة المتحدة) هو مدرب كرة قدم ولاعب كرة قدم بريطاني (وحمل سابقاً جنسية المملكة المتحدة لبريطانيا العظمى وأيرلندا) في مركزي الهجوم ومهاجم داخلي. شارك مع منتخب إنجلترا لكرة القدم. أما مع النوادي، فقد لعب مع مانشستر يونايتد ونادي بوري ونادي تشستر سيتي.

## وصلات خارجية
- ستان بيرسون على موقع قاعدة بيانات كرة القدم.إي يو (الإنجليزية)
- ستان بيرسون على موقع ناشيونال فوتبول تيمز (الإنجليزية)